# Эверсман, Август Фридрих Александр
Август Фридрих Александр фон Эверсман (нем. Friedrich August Alexander Eversmann; 8 октября 1759, Брахвиц — 27 октября 1837, Берлин) — известный минералог и металлург, комиссар железоделательных фабрик в Пруссии, горно-военный советник царя на Урале, директор Златоустовского оружейного завода.

## Жизнь и работа
Родился в 1759 году в Брахвице, его отец состоял на службе в военно-доменной камере в Магдебурге, а дед по отцовской линии — Рудольф Вильгельм Эверсман — был камердинером и оберкастелланом Короля Фридриха Вильгельма I. По окончании гимназии Александр занимался педагогией в Галле. В 1777 году поступил в университет Галле, желая сначала посвятить себя юриспруденции. Затем, увлекшись естествознанием и техникой, он стал изучать химию под руководством Клапрота и Ашара. В 1780 году он сопровождал министра Фридриха Антона фон Гейница, во время его поездки по Вестфалии, имевшей целью осмотр горных копей. В 1781 году получил звание горного комиссара и поручение осмотреть фабрики и копи в графстве Марк. Его отчёт был встречен с таким восторгом, что прусское правительство отправило его на казённый счет для изучения горной промышленности в Англию и Шотландию.
По праву подозреваемый в промышленном шпионаже, вернулся в Пруссию, чтобы применить полученные знания на практике. Сразу же после возвращения был назначен в ноябре 1784 года горным советником при горном правлении в Веттере, в Вестфалии; вслед за тем он был назначен фабричным комиссаром в графство Марк. В 1787 году по его предложению было принято решение о постройке железной дороги в Хаттингене для перевозки рурского угля в Рурорт (сейчас район Дуйсбурга). В 1786 году Эверсманн был главным ответственным за закупку парового двигателя из Англии для угольной шахты в Тарновице. Эта машина, спроектированная Джеймсом Уаттом, считается первым паровым двигателем в Пруссии. Он также ввел производство цинка из каламина в 1798 году в Силезии. В 1791 году он был назначен военным и налоговым советником Военно-земельной палаты в Хамме (Märkische Kriegs- und Domänenkammer). Он также участвовал в разработке процесса десульфурации каменного угля и, следовательно, в развитии производства кокса.
Важное значение имел также ряд публикаций Эверсмана. В 1804 году он выпустил книгу «Обзор производства чугуна и стали» (нем. Übersicht der Eisen- und Stahl-Erzeugung auf Wasserwerken in den Ländern zwischen Lahn und Lippe). Данная книга является важным источником информации об экономической ситуации в Вестфалии до начала Промышленной революции в Германии. После перехода прусских западных территорий в 1807 году к Франции (по итогам Тильзитского мира) Эверсман некоторое время продолжал работал на старом месте, но в 1809 году был уволен, как политически ненадёжный, и эмигрировал в Российскую империю по приглашению Андрея Андреевича Кнауфа, владельца горных заводов на Урале.
В Российской империи он управлял горными копями и заводами на Урале, а затем, по поручению императора Александра I, с 1813 по 1816 гг. был занят устройством в Златоусте оружейного завода. Для этой цели он выписал из Золингена, Ремшейда и Клингенталя немецких рабочих. В 1818 году, в звании главного директора, с большим пенсионом Эверсман покинул Российскую империю и отправился в Берлин.

## Семья
В 1787 году женился на Шарлотте Марианне Софии фон Любекке (02.03.1768—27.09.1809), дочери изерлонского купца Иоганна Германа Люббеке, от первого брака родились 11 детей: Елена (25.09.1788 — 9.01.1791), Карл (29.01.1790 — …), Эдуард Александрович (11.01.1794-14.04.1860) — известный российский натуралист, ботаник, зоолог, энтомолог, врач и путешественник, Амалия (27.10.1795—), Вильгельм (11.05.1797—), Людвиг (Льюис) (2.02.1799-1858) англ. Lewis Eversmann предприниматель, первый европейский поселенец в округе Уоррен штата Миссури, Розалия (25.04.1801—1.03.1819), Фредерика (30.06.1803—), Юлиус (15.04.1805—), Юлиана (1807—конец 1810-х), Мария-Анна (8.09.1808—)
После смерти первой жены, в 1810 году вторым браком на Елене Хедвиг Прейлер (1784—24.02.1820) в Москве, в этом браке родилась дочь Эмилия (11.06.1816—).

## Работы
- Nachricht von den in den Ländern zwischen Lahn und Lippe gelegenen und auf der Evermannschen Charte angezeigten metallischen und unmetallischen Werken. Als Zugabe zu dieser Charte. Dortmund: Mallinckrodt, 1804 Архивная копия от 9 июня 2018 на Wayback Machine
- Übersicht der Eisen- und Stahl-Erzeugung auf Wasserwerken in den Ländern zwischen Lahn und Lippe. Angehängt sind eine Übersicht jener Fabrikation in den vorliegenden französischen Departements und eine Nachricht von anderem in dem Distrikte zwischen Lahn und Lippe vorhandenen metallischen und unmetallischen Werken, nebst Kupfern und einer großen technologischen Charte. Hauptteil. Dortmund: Mallinckrodt, 1804 Архивная копия от 2 июля 2018 на Wayback Machine
- Übersicht der Eisen- und Stahl-Erzeugung in so fern solche auf Wasserwerken vorgeht, in den Ländern zwischen Lahn und Lippe. Beylagen, Dortmund: Mallinckrodt, 1804 Архивная копия от 2 июля 2018 на Wayback Machine
- Übersicht der Eisen- und Stahl-Erzeugung auf Wasserwerken in den Ländern zwischen Lahn und Lippe Karte (Darst. derjen Niderrhein. Westphäl. Gegenden, so zwischen Lahn, Astenberg, Istenberg, Lippe u. Rhein liegen, bes. in Hinsicht auf metallische Fabrication zusammengetragen), Dortmund: Mallinckrodt, 1804 Архивная копия от 2 июля 2018 на Wayback Machine